# كيم دوت كوم
كيم شميتز (بالفنلندية: Kim Dotcom)‏ المعروف باسم كيم دوتكوم هو رجل أعمال و رائد أعمال إنترنت ألماني-فنلدي و هاكر (متمكن في مجال الحاسوب وأمن المعلوماتية)، ومؤسس خدمة التخزين السحابي الشهيرة 'ميغا أبلود' التي أوقفتها السلطات الأميركية عن العمل ومؤسس خدمة تخزين السحاب ميجا (بالإنجليزية: Mega)‏.
اشتهر في ألمانيا في التسعينات كمتمكن في مجال الحاسوب وأمن المعلوماتية ورائد أعمال إنترنت. وقد أدين بالعديد من الجرائم، وحكم عليه بالسجن مع وقف التنفيذ في عام 1994 بتهمة الاحتيال عبر الحاسوب و التجسس على البيانات، وأحكام أخرى بالسجن مع وقف التنفيذ في عام 2003 بتهم منها الاختلاس.
في تطور لقضية كيم دوت كوم فقد حكمت محكمة في نيوزيلندا معروضة القضية أمامها باستمرار الإفراج عن كيم دوت كوم بكفالة مالية فيما كان محامو المحكمة يحاولون أن يلغوا هذا الحكم ويعيدوا كيم دوت كوم إلى خلف القضبان كيم دوت كوم مؤسس MEGA يخرج بكفالة .